# Centrodraco lineatus
Centrodraco lineatus is een straalvinnige vissensoort uit de familie van de pitvissen (Draconettidae). De wetenschappelijke naam van de soort is voor het eerst geldig gepubliceerd in 1992 door Fricke.